# Elva Cars

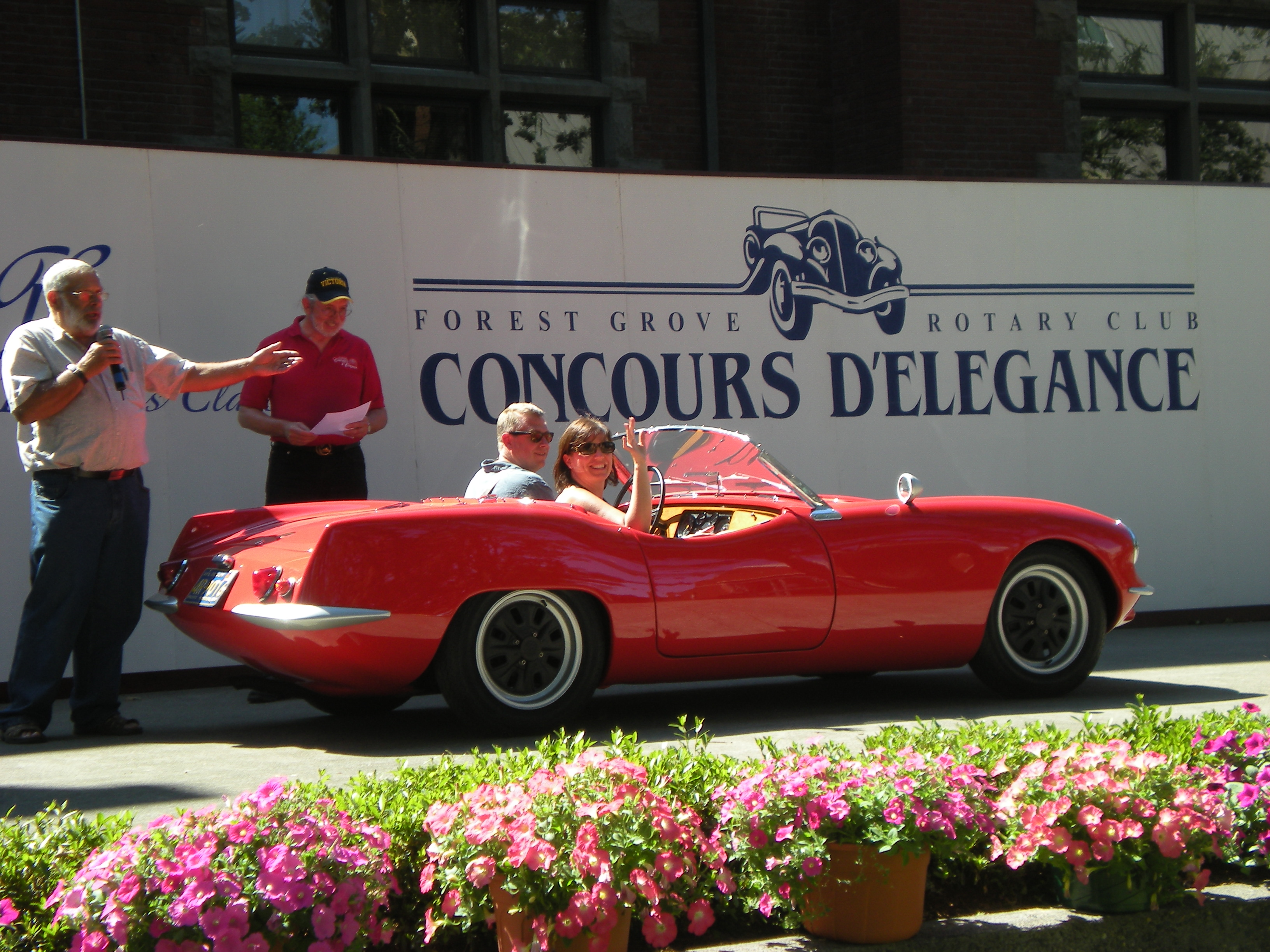
Elva Courier

Elva war ein britischer Hersteller von Automobilen.

## Unternehmensgeschichte
Das Unternehmen Elva Engineering Co begann 1955 in Bexhill-on-Sea und Hastings mit der Produktion von Automobilen. Parallel dazu gab es ab 1961 in Rye die Elva Cars (1961) Limited. 1966 erfolgte die Zusammenlegung unter dem Namen Elva Cars (1961) Limited und der Umzug nach Croydon. 1968 endete die Produktion.

## Fahrzeuge

### Verschiedene Modelle

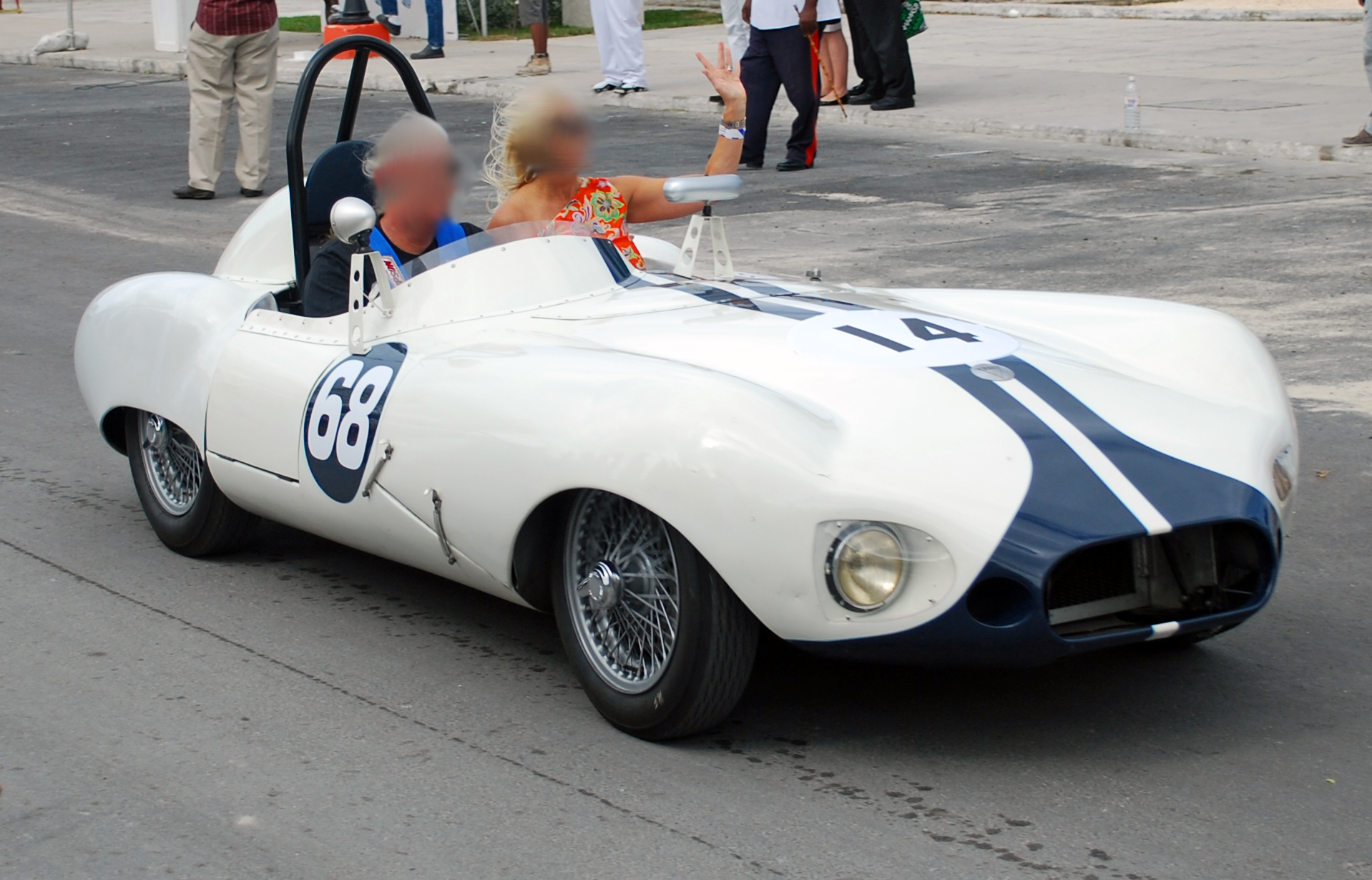
Elva Mk IIa (1957)

Produziert wurden neben Rennwagen auch Straßensportwagen, die auch als Kit Cars angeboten wurden. Zwischen 1958 und 1963 gab es die Modelle Courier I, Courier II und Courier III als offene Zweisitzer, letztgenanntes Modell auch als Coupé. Zum Einsatz kamen Vierzylindermotoren mit 1489 cm³, 1588 cm³ und 1622 cm³ Hubraum, die 72, 78 und 90 PS leisteten. Zwischen 1962 und 1967 gab es das Modell Courier IV, das im ersten Jahr auf dem MGA basierte und nur als Coupé erhältlich war, und ab 1963 als Roadster und Coupé wahlweise auf dem MGB oder Ford. Der Motor aus dem MGA leistete aus 1622 cm³ Hubraum 90 PS, der aus dem MGB aus 1798 cm³ Hubraum 98 PS, und der Ford-Motor aus 1498 cm³ Hubraum 83,5 PS.
Ein Elva Courier ist im Haynes International Motor Museum in Sparkford in Somerset zu besichtigen.

### Elva GT 160

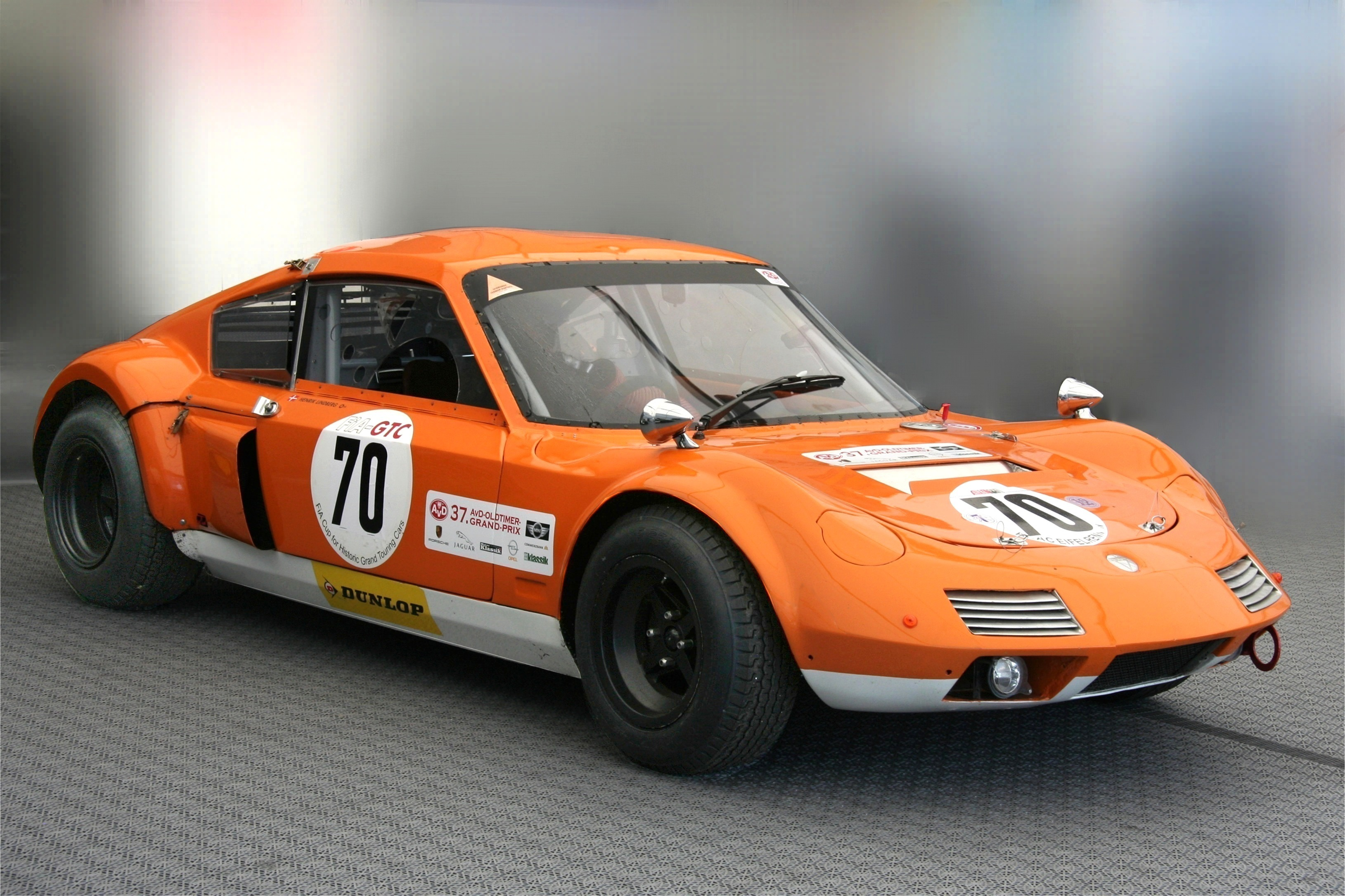
Elva GT 160

1964 gab es das Coupé GT 160, von dem nur drei Fahrzeuge hergestellt wurden. Es hatte einen Vierzylindermotor von BMW mit 1991 cm³ Hubraum, der 182 PS bei 7200/min leistete und als Mittelmotor eingebaut war. Das dahinter liegende synchronisierte Fünfganggetriebe sollte mit unterschiedlichen Übersetzungen lieferbar sein, ebenso wahlweise ein selbstsperrendes Differenzial.
Der Wagen hatte einen Rohrrahmen. Die Räder waren vorn an Doppelquerlenkern, hinten an Längslenkern aufgehängt. Das Auto war 3450 mm lang und 1480 mm breit; Radstand 2260 mm, Spurweite 1250 mm. Das Leergewicht (fahrfertig) wurde mit 428 kg angegeben.
Wegen des Motors wurde das Modell auch Elva-BMW genannt.

### Elva-Porsche
Um 1960 kam aus den USA die Anfrage nach einem leichten Rennsportwagen mit Porsche-Motor. Porsche entwickelte daraufhin für Elva den sogenannten Fuhrmann-Motor (Typ 547) mit vier obenliegenden Nockenwellen weiter, der unter anderem ein waagerecht über dem Kurbelgehäuse liegendes Kühlgebläserad aus Kunststoff erhielt. Mit 1,7 Liter Haubraum und einer Verdichtung von 11 : 1 leistete dieses Aggregat 183 PS bei 7800/min.
Porsche lieferte 15 dieser Motoren zum Einbau in das entsprechend angepasste Elva-Chassis Mk VII. Zu dieser Anpassung gehörten unter anderem Änderungen der Platzierung von Benzin- und Öltank, des Cockpits und des hinteren Teils des Rohrrahmens. Das Porsche-Fünfganggetriebe wurde auf die 13-Zoll-Räder (vorn 6, hinten 7 Zoll breit) abgestimmt.
Die ersten Fahrzeuge waren Ende 1963 fertig. Sie beschleunigten in ungefähr 5 Sekunden aus dem Stand auf 100 km/h und erreichten eine Höchstgeschwindigkeit von ca. 260 km/h. Ein Wagen kostete über 10.000 Dollar.
1964 setzte Porsche ein Elva-Mark-VII-Chassis mit dem 8-Zylinder-Rennmotor Typ 771 in der Europa-Bergmeisterschaft ein. Dieser Wagen wog nur etwa 520 kg und war damit wesentlich leichter als der Porsche-Bergspyder RS 61 (Typ 718) oder der auf dem Porsche 904 basierende Spyder. Edgar Barth gewann mit dem Elva-Porsche das Rossfeld-Bergrennen. Wegen der schlechteren Fahreigenschaften des Elva, dessen Rahmen durch den 8-Zylinder-Motor möglicherweise zu stark belastet war, startete Barth in den folgenden Rennen aber wieder mit dem alten RS 61 und gewann wie im Vorjahr die Meisterschaft der Klasse für Sportwagen. Mit dem Elva-Porsche fuhr gelegentlich noch der Schweizer Herbert Müller.
Der 8-Zylinder-Motor stand in zwei Versionen zur Verfügung: mit einem Hubraum von 2195 cm³ (Bohrung × Hub = 80 × 54,6 mm), 270 PS bei 8600/min, maximales Drehmoment 230 Nm bei 7000/min, Verdichtung 10,2 : 1 sowie mit 1981 cm³ (Bohrung × Hub = 76 × 54,6 mm), 260 PS bei 8800/min, 206 Nm bei 7500/min, Verdichtung 10,5 : 1. Radstand des Wagens: 2286 mm, Spurweite: vorn 1270 mm, hinten 1350 mm, Länge des Fahrzeugs: 3500 mm.